# بی‌استفاده
بی‌استفاده یا بلا استفاده (انگلیسی: Haywire) فیلمی در ژانر مهیج، جاسوسی و رزمی به کارگردانی استیون سودربرگ است که در سال ۲۰۱۱ منتشر شد.

## بازیگران
- جینا کارانو
- مایکل فاسبندر
- ایوان مک‌گرگور
- بیل پاکستون
- چنینگ تیتوم
- آنتونیو باندراس
- مایکل داگلاس
- متیو کاسوویتس
- مایکل آنگارانو